# Террі Воган
Сер Майкл Теренс Воган KBE DL (англ. Michael Terence Wogan; нар. 3 серпня 1938 — пом. 31 січня 2016), відомий як Террі Воган (англ. Terry Wogan) — ірландсько-британський радіо- й телеведучий, який більшу частину своєї кар'єри працював на BBC у Великій Британії. З 1993 року та до напіввиходу на пенсію в грудні 2009 року його щоденна сніданкова програма на BBC Radio 2 під назвою «Wake Up to Wogan» регулярно збирала приблизно 8 млн слухачів. Вогана вважали найбільш слуханим радіоведучим у Європі.
Воган був провідною медіаперсоною в Ірландії та Британії з кінця 1960-х років, і його часто називали «національним надбанням». Окрім свого буднього радіошоу, він був відомий роботою на телебаченні, зокрема на ток-шоу BBC1 «Wogan», ігрових шоу «Blankety Blank» і «Come Dancing», презентував «Children in Need». Террі Воган також був коментатором BBC для Пісенного конкурсу Євробачення з 1971 до 2008 року (на радіо: 1971, 1974—1977; телебачення: 1973, 1978, 1980—2008) і співведучим конкурсу 1998 року. У 2010—2015 роках вів двогодинне недільне ранкове шоу «Weekend Wogan» на Radio 2.
2005 року Воган отримав британське громадянство на додаток до свого ірландського, того ж року був нагороджений лицарським званням і тому мав право використовувати титул «сер». Помер 31 січня 2016 року у віці 77 років.

## Ранні роки
Майкл Теренс Воган народився 3 серпня 1938 року в Елм-Парку, Лімерик, Ірландія, був старшим із двох дітей та сином менеджера Leverett & Frye, висококласного продуктового магазину в Лімерику. З восьмирічного віку навчався в єзуїтському коледжі Кресент. Воган мав сильне релігійне виховання і пізніше коментував, що йому промили мізки, щоб він повірив у загрозу потрапити в пекло. Попри це він часто висловлював прихильність до міста свого народження: «Лімерік ніколи не покидав мене, що б це не було, моя особистість — Лімерик».
У віці 15 років, після того як його батька підвищили до генерального менеджера, Воган разом із сім'єю переїхав до Дубліна. Живучи там, Воган навчався в школі-сестринській школі коледжа Крескент та Бельведерському коледжі. Він брав участь у аматорських драматичних виставах і виявив любов до рок-н-ролу. Покинувши Бельведер у 1956 році, Воган зробив коротку кар'єру в банківській професії, приєднавшись до Королівського банку Ірландії. Коли Воганубуло 20 років, він побачив газетну рекламу із запрошенням абітурієнтів національного мовника Ірландії Raidió Teilifís Éireann (RTÉ) і приєднався до нього як читач новин і диктор.

## Радіо

### Рання кар'єра
Протягом перших двох років на Raidió Teilifís Éireann (RTÉ) Воган брав інтерв'ю та показував документальні фільми, а потім перейшов у відділ легких розваг як диск-жокей і ведучий телевізійних вікторин та різноманітних шоу, таких як Jackpot , найпопулярнішої вікторини на RTÉ у 1960-х роках. Коли 1967 року RTÉ припинила шоу, Воган звернувся до BBC за додатковою роботою. Девід Аттенборо відхилив його заявку на роботу ведучим BBC; 2016 року, після смерті Вогана, Аттенборо висловив думку, що «двоє ірландців на BBC2, виглядали б смішно». Воган почав працювати на BBC Radio, спочатку «по лінії» з Дубліна й 27 вересня 1966 року вперше взяв участь у програмі BBC Light. Протягом двох років він по вівторках представляв випуск Late Night Extra на BBC Radio 1 і BBC Radio 2, щотижня їздячи з Дубліна до Лондона. Після того, як Воган був дублером у ранковому шоу Джиммі Янга, поки останній взяв відпустку протягом липня 1969 року, Вогану запропонували місце в обідній час у будні дні спочатку на BBC Radio 1, а з 1970 року він також одночасно транслювався на BBC Radio 2.
У квітні 1972 року Воган очолив сніданкове шоу на BBC Radio 2, помінявшись місцями з Джоном Данном, який перейшов на денне шоу. Воган досяг рекордної аудиторії — до 7,9 млн. Його перше ток-шоу Wogan's World транслювалося на BBC Radio 4 з 6 червня 1974 року до 21 вересня 1975 року. Його, здавалося б, всюдисуща присутність у засобах масової інформації означала, що він часто ставав предметом жартів коміків того часу, серед яких Гуді та Лицарі Баррона. Воган випустив пародійну вокальну версію пісні «The Floral Dance» у 1978 році на прохання слухачів, яким подобалося слухати його спів над інструментальним хітом Brighouse and Rastrick Brass Band. Його версія досягла 21 місця в UK Singles Chart. У грудні 1984 року Воган залишив своє сніданкове шоу, щоб продовжити кар'єру на телебаченні, і його замінив Кен Брюс.

## Особисте життя
24 квітня 1965 року Воган одружився з Гелен Джойс (1936—2024) і вони залишалися одруженими до його смерті у 2016 році. Вони жили в Таплоу, Бакінгемшир, з іншим домом у Гасконі, на південному заході Франції. У подружжя було четверо дітей (одна з яких, донька Ванесса, померла, коли їй було всього кілька тижнів) і п'ятеро онуків. 2010 року Воган поділився страждання, які він відчував через втрату своєї маленької доньки.
У квітні 2013 року Воган був присутній на похоронах колишньої прем'єр-міністрерки Великої Британії Маргарет Тетчер на запрошення її сім'ї.
Воган виховався і здобув освіту як римо-католик, але став атеїстом у віці 17 років. В інтерв'ю Гею Бірне на RTÉ він сказав, що поважає тих, хто має «дар віри».

## Смерть
Здоров'я Вогана погіршилося після Різдва 2015 року. У листопаді 2015 року він не представляв «Children in Need», посилаючись на біль у спині як причину своєї відсутності на тривалому щорічному шоу. Один із його друзів, отець Браян Д'Арсі, відвідав Вогана в січні 2016 року і помітив, що той серйозно хворий. Воган помер від раку 31 січня 2016 року у себе вдома у віці 77 років.
Британський прем'єр-міністр Девід Камерон сказав, що «Велика Британія втратила величезний талант», а Майкл Д. Хіггінс, президент Ірландії, високо оцінив кар'єру Вогана та його часті візити на батьківщину.. Тішек Енда Кенні й таніште Джоан Бертон згадували Вогана за його роль у допомозі британсько-ірландським відносинам за часів Лихоліття.